# Subdigitals
Subdigitals – album wydany przez MoonScoop, w której są zamieszczone piosenki wykonane przez różnych muzyków, najpierw zostały one umieszczone we francuskim serialu animowanym Kod Lyoko. Większość piosenek jest zrobionych przez Subdigitals, podczas gdy dwa ostatnie utwory są wykonane przez Debra Reynolds i Noam Kaniel.
Album został wydany we Francji przed Ameryką.

## Lista utworów
Utwory z angielskiej CD:
1. Planet Net
2. Angel of Mine
3. School Is Out
4. Virtual World
5. Time to Cry
6. Secret Life
7. Surfing in Cyberspace
8. Mother Earth
9. Get Away
10. World with My Eyes
11. Break Away
12. A World Without Danger

Utwory z francuskiej CD:
1. Planet Net
2. Ouvre les yeux
3. Technoïde
4. D'ici et ailleurs
5. Ensemble
6. Sauver le monde
7. Rodéo
8. La tribu
9. S'en aller
10. Bienvenue
11. S'envoler
12. Un monde sans danger